# Turznia
Turznia – przysiółek wsi Bugaj w Polsce, położony w województwie łódzkim, w powiecie radomszczańskim, w gminie Żytno.
W latach 1975–1998 przysiółek administracyjnie należała do województwa częstochowskiego.